# Monica la Mitraille
Monica la Mitraille è un film del 2004 diretto da Pierre Houle.
Il soggetto è tratto dal romanzo del 1997 di Georges-Hébert Germain basato sulla vita reale di Monica Sparvieri, una nota ladra di banche Québecoise degli anni sessanta. Il film è stato distribuito il 30 aprile 2004, prodotto da Lorraine Richard e Luc Martineaue e distribuito da Alliance Atlantis.

## Trama
Monica Sparvieri è la figlia maggiore di una famiglia disagiata di origine Italiana che vive a Montréal.
Monica si ripromette di trovare il modo per uscire dalla miseria in cui versa. Impara ed eredita il talento negli affari dal padre Théo e coinvolgendo i suoi amanti si fa strada nell'ambiente criminale. Dal suo primo marito, Michael, ha due figli, ma in seguito, abbandonata dall'amore della sua vita, Monica, si ritrova nuovamente sola quando il suo secondo marito, Gaston dal quale ha un altro figlio, viene condannato a dieci anni di prigione.
Mentre la maggior parte delle donne della sua età ancora sognano il principe azzurro, Monica prende in mano il suo destino e passa così alla storia per una serie di audaci furti, in alcune banche, organizzati con il suo ultimo amante, un autista di taxi, Gaston Lussier.
Monica, travolta dalla passione e dal successo, non ha timore di nulla e di nessuno ed è pronta a rischiare molto, anche la vita, purché i suoi figli non si debbano mai trovare nelle sue stesse condizioni di vita.

## Produzione
Il film è stato interamente realizzato e filmato a Montréal, Québec, Canada.
Il budget del film è stato di circa di 7 milioni di dollari

## Riconoscimenti

### Genie Awards, 2004
- Vinto come miglior adattamento cinematografico: Luc Dionne e Sylvain Guy
- Nominato miglior attrice: Céline Bonnier
- Nominato miglior direzione e produzione artistica: Michel Proulx
- Nominato miglior direzione costumistica: Michèle Hamel
- Nominato miglior regia: Pierre Houle
- NOminato miglior direzione musicale: Lorraine Richard, Michel Cusson e Pierre Houle
- Nominato miglior montaggio musicale: Marcel Pothier, Natalie Fleurant, Guy Francoeur, Carole Gagnon e Antoine Morin